# Bellyei Árpád
Bellyei Árpád (Beregszász, 1942. november 13. –) magyar orvos, ortopedológus, egyetemi tanár. Az orvostudományok kandidátusa (1978), az orvostudományok doktora (1991).

## Életpályája
Szülei: Bellyei László és Szenkovszky Magdolna voltak. A kaposvári Táncsics Mihály Gimnáziumban érettségizett. 1960–1966 között a Pécsi Orvostudományi Egyetem hallgatója volt. 1966–2007 között a Pécsi Orvostudományi Egyetem Ortopédiai Klinika munkatársa volt. 1982–1987 között a Magyar Ortopéd Társaság főtitkára, 1995–1998 között elnöke volt. 1986-tól az Orthopedics and Orthopeadic International című amerikai folyóirat szerkesztőbizottságának tagja. 1989–2007 között tanszékvezető egyetemi tanár volt a Pécsi Orvostudományi Egyetemen. 1989–2007 között az Ortopéd Klinika igazgatója volt. 1992–2001 között a Nemzetközi Orthopéd és Traumatológus Társaság (SICOT) magyar képviselője volt. 1994-ben habitált. 1997–2000 között a Pécsi Orvostudományi Egyetem utolsó rektoraként tevékenykedett. 2000–2001 között a Pécsi Tudományegyetem Orvostudományi és Egészségtudományi Centrum elnöke, majd alelnöke volt. 2000–2004 között a Magyar Ortopéd Szakmai Kollégium elnöke volt. 2007-ben nyugdíjba vonult. 2008 óta emeritus professzor.
Kutatási területe az acetabulum remodelláció, a gyermekortopédia és a nagyizületi protetika.
Felesége Pásztor Enikő, orvos. Gyermekei Andrea és Szabolcs.

## Díjai
- Egészségügy Kiváló Dolgozója (1973)
- Pro Comitatu Baranya (1999)
- A Magyar Érdemrend tisztikeresztje (2000)
- Batthyány-Strattmann László-díj (2000)
- Pécs díszpolgára (2000)
- Kaposvár díszpolgára (2001)
- Dollinger Gyula-emlékérem (2001)
- Markusovszky-díj (2001)
- MOTESZ-díj (2006)
- Pro Facultate Medicinae, arany fokozat (2013)